# A Cartomante (2004)
A Cartomante é um filme brasileiro, dirigido por Wagner de Assis e Pablo Uranga, com roteiro de Wagner de Assis, baseado no conto "A Cartomante", de Machado de Assis.
As filmagens duraram quatro semanas e foram realizadas entre março e abril de 2002, na cidade do Rio de Janeiro.

## Enredo
Rita (interpretada por Deborah Secco) se apaixona por Camilo (Luigi Barricelli). Porém há um problema: ela está noiva de Vilela (Ilya São Paulo), ninguém menos que o melhor amigo de Camilo. Em dúvida sobre o futuro, Rita decide consultar uma cartomante. Porém o que as cartas lhe revelam indicam um caminho diferente do que diz sua psicóloga, Dra. Antônia (Sílvia Pfeiffer).[carece de fontes?]

## Elenco
- Deborah Secco ... Rita
- Ilya São Paulo ... dr. Augusto Vilela
- Luigi Baricelli ... Camilo
- Cristiane Alves ... Simone
- Sílvia Pfeifer ... dra. Antônia Maria dos Anjos
- Mel Lisboa ... Vitória
- Sílvio Guindane ... Duda
- Giovanna Antonelli ... empresária Karen Albuquerque
- Ronnie Marruda ... Marcos Albuquerque
- Sabrina Sato ... cliente